# Tetracyklin
Tetracyklin er et bredspektret polyketid antibiotikum og produceres naturligt af Streptomyces slægten af bakterier. Tetracyklin  virker ved at hæmme bakteriers proteinsyntese. Tetracyklin anvendes i dag imod infektioner med Chlamydia, Mycoplasma og Rickettsia. Stoffet anvendes desuden til behandling af malaria og svære tilfælde af acne vulgaris, samt borreliose og syfilis. 
Tetracyklin er udgangspunkt for en gruppe semisyntetiske antibiotika, der kaldes tetracyklin-antibiotika.